# مقدس‌سازی دوباره طبیعت
مقدس‌سازی دوباره طبیعت (به انگلیسی: Resacralization of nature)، اصطلاحی است که در فلسفه محیط زیست برای توصیف فرایند بازگرداندن کیفیت مقدس طبیعت به کار می‌رود. فرض اولیه این است که طبیعت جنبه مقدسی دارد که در دوران نوین در نتیجه سکولاریزه شدن جهان‌بینیهای معاصر از بین رفته‌است. گفته می‌شود که این جهان‌بینی‌های سکولار مستقیماً مسئول بحران معنویت در «انسان نوین» هستند که در نهایت سبب تخریب محیط زیست کنونی شده‌است. این دیدگاه بر اهمیت تغییر ادراک انسان از طبیعت از طریق تلفیق اصول و ارزش‌های دینی مختلف که طبیعت را با امر الهی پیوند می‌دهد، تأکید می‌کند. سید حسین نصر فیلسوف ایرانی، ابتدا مضمون مقدس‌سازی به طبیعت را در زبان معاصر مطرح کرد که بعدها توسط عده‌ای از متکلمان و فیلسوفان از جمله آلیستر مک گرات، سالی مک فاگ و رزمری رادفورد روتر شرح داده شد.